# 大伴男人
大伴 男人（おおとも の おひと）は、飛鳥時代から奈良時代にかけての貴族。官位は従四位下・長門守。

## 経歴
持統天皇7年（693年）内蔵允を務めていた際、坐贓（不当に財物を得る罪）の罪により位階を二階下げられ、典鑰の置始大伯と菟野大伴（いずれも降階は一階）とともに解官された。罪状は明らかでないが、内蔵寮の倉庫から官物を盗んだものとみられる。
その後、従五位下に叙爵ののち、大宝3年（703年）大倭守に任ぜられる。和銅元年（708年）衛門督を経て、和銅6年（713年）従五位上から二階昇進して正五位上に、和銅8年（715年）従四位下と元明朝末にかけて昇進した。元正朝の霊亀3年（717年）に長門守に任ぜられて以降、六国史に動静に関する記録がない。

## 官歴
『続日本紀』による。
- 持統天皇7年（693年） 4月22日：解内蔵寮允
- 時期不詳：従五位下
- 大宝3年（703年） 6月5日：大倭守
- 時期不詳：従五位上
- 和銅元年（708年） 3月13日：衛門督
- 和銅6年（713年） 4月23日：正五位上（越階）
- 和銅8年（715年） 正月10日：従四位下
- 霊亀3年（717年） 5月26日：長門守